# Braille

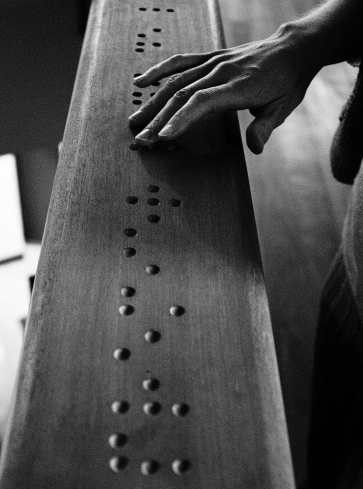
Un intaglio con la scritta in braille "PREMIER" viene letto da una persona che vi passa sopra le dita

Il Braille ([bʁaj]) è un sistema di lettura e scrittura tattile a rilievo per non vedenti e ipovedenti, messo a punto dal francese Louis Braille nella prima metà del XIX secolo.

## Caratteristiche
Consiste in simboli formati da un massimo di sei punti, disposti su una matrice 3 x 2 e con ciascuna casella solitamente della grandezza di circa 3 × 2 millimetri o più. Tali punti possono essere impressi con un punteruolo su fogli di carta spessa o di plastica, oppure essere riprodotti a rilievo su superfici plastiche o metalliche.
Per identificare ciascuno dei sei punti della matrice 3 × 2, si procede nel modo seguente: 
- punto 1 - punto in alto a sinistra
- punto 2 - punto centrale a sinistra
- punto 3 - punto in basso a sinistra
- punto 4 - punto in alto a destra
- punto 5 - punto centrale a destra
- punto 6 - punto in basso a destra

Per esempio:
- per rappresentare la lettera A, viene posto in rilievo il punto 1
- per rappresentare la lettera B, vengono posti in rilievo i punti 1 e 2
- per rappresentare la lettera C, vengono posti in rilievo i punti 1 e 4, ecc.
- le prime dieci lettere, da A a J, vengono rappresentate utilizzando solo i punti 1, 2, 4, 5
- le seconde dieci lettere, da K a T, utilizzano rispettivamente gli stessi punti delle prime dieci lettere, da A a J, con l'aggiunta del punto 3 in rilievo
- le lettere U, V, X, Y, Z utilizzano rispettivamente gli stessi punti delle lettere A, B, C, D, E con l'aggiunta dei punti 3 e 6 in rilievo; la lettera W, invece, utilizza gli stessi punti della lettera J con l'aggiunta del punto 6 in rilievo
- per rappresentare un numero, le cifre 1, 2, 3, .... 0 vengono rappresentate in modo identico, rispettivamente, alle lettere A, B, C, .... J, ma tutte le cifre vengono precedute dal carattere segnanumero, ottenuto ponendo in rilievo i punti 3, 4, 5, 6

I caratteri di questo sistema segno-grafico possono anche essere riprodotti mediante una macchina detta "dattilobraille". Questa macchina è formata principalmente da sei tasti per cui ogni tasto imprime un punto sulla carta più il tasto spazio per separare le varie parole. Con la "dattilobraille" il non vedente è in grado di sentire immediatamente ciò che scrive mentre usando un normale foglio e la tavoletta Braille, il cieco scrive sulla facciata opposta rispetto a quella di lettura (il lato in rilievo).

Numerazione dei punti Braille.

Il sistema Braille è utilizzato anche in informatica: i display tattili (display braille) riproducono, tuttavia, caratteri a otto punti, vista la grande quantità di caratteri informatici, per i quali le combinazioni disponibili con soli sei punti non sarebbero sufficienti, consentendo a un non vedente di leggere i contenuti che appaiono sullo schermo di un calcolatore.

## Lettere e numeri, alfabeto internazionale
I caratteri braille standard a livello internazionale sono i seguenti:

A, 1; punto 1
B, 2; punti 1, 2
C, 3; punti 1, 4
D, 4; punti 1, 4, 5
E, 5; punti 1, 5
F, 6; punti 1, 2, 4
G, 7; punti 1, 2, 4, 5
H, 8; punti 1, 2, 5
I, 9; punti 2, 4
J, 0; punti 2, 4, 5
K; punti 1, 3
L; punti 1, 2, 3
M; punti 1, 3, 4
N; punti 1, 3, 4, 5
O; punti 1, 3, 5
P; punti 1, 2, 3, 4
Q; punti 1, 2, 3, 4, 5
R; punti 1, 2, 3, 5
S; punti 2, 3, 4
T; punti 2, 3, 4, 5
U; punti 1, 3, 6
V; punti 1, 2, 3, 6
W; punti 2, 4, 5, 6
X; punti 1, 3, 4, 6
Y; punti 1, 3, 4, 5, 6
Z; punti 1, 3, 5, 6
Segna numero; punti 3, 4, 5, 6

La corretta scrittura di un numero, a una o più cifre, prevede che la prima cifra sia preceduta dal carattere "segna numero" e l'ultima sia seguita da uno spazio.

## Altri caratteri speciali

À; punti 1, 2, 3, 5, 6
È; punti 2, 3, 4, 6
É; punti 1, 2, 3, 4, 5, 6
Ì; punti 3, 4
Ó/Ò; punti 3, 4, 6
Ù; punti 2, 3, 4, 5, 6
Apostrofo; punto 3
Punto fermo; punti 2, 5, 6
Punto di sospensione o abbreviazione; punto 3
Virgola; punto 2
Due punti; punti 2, 5
Punto e virgola; punti 2, 3
Punto interrogativo (inglese, italiano); punti 2, 6
Punto esclamativo; punto 2, 3, 5
Precede numero (segna numero); punti 3, 4, 5, 6
Precede maiuscola (tedesco, spagnolo, francese e italiano); punti 4, 6
Virgolette (apertura); punti 2, 3, 6
Virgolette (chiusura); punti 3, 5, 6
Parentesi (aperte e chiuse, letterario); punti 2, 3, 5, 6
Asterisco; punti 3, 5
Trattino (vai a capo); punti 3, 6

A causa del limitato numero di simboli disponibili nell'alfabeto braille (solo 64 ovvero 26, incluso lo spazio), esistono diversi significati per ogni carattere, a seconda dell'argomento trattato e del linguaggio usato. Per esempio, il Braille si adatta anche a rappresentare musica, matematica e chimica.
Il Braille è stato inoltre adattato anche a scritture diverse da quella latina.
Utili strumenti per lo studio dell'aritmetica basati sul sistema di scrittura Braille sono il cubaritmo e la dattiloritmica.

## Unicode
Il codice Braille fu aggiunto allo standard Unicode nel settembre 1999 con la versione 3.0.
La maggior parte dei caratteri Braille e degli schermi Braille aggiornabili non supportano Unicode, usando invece i sei punti del codice Braille ASCⅡ.
Alcuni software di scrittura Braille hanno codici di controllo per il Braille a 8 punti o per la modalità grafica completa, dove i punti possono essere posti in qualsiasi parte della pagina senza lasciare spazi tra celle Braille in modo che linee continue possano essere disegnate nei diagrammi, ma sono usate raramente e non sono standard.

Numerazione dei punti Braille.

Valore esadecimale dei punti Braille.

Lo standard Unicode codifica glifi Braille a 8 punti in base al loro aspetto binario, anziché seguendo l'ordine numerico a essi assegnato.
Il punto 1 corrisponde al bit meno significativo del byte basso del valore scalare di Unicode e il punto 8 al bit più alto di quel byte.
Il blocco Unicode per il codice Braille è U+2800 ... U+28FF:

### Tabella blocco Unicode
| Braille (blocco Unicode) carta dei codici dal sito ufficiale di Unicode (PDF) |   |   |   |   |   |   |   |   |   |   |   |   |   |   |   |   |
|                                                                               | 0 | 1 | 2 | 3 | 4 | 5 | 6 | 7 | 8 | 9 | A | B | C | D | E | F |
| U+280x                                                                        | ⠀ | ⠁ | ⠂ | ⠃ | ⠄ | ⠅ | ⠆ | ⠇ | ⠈ | ⠉ | ⠊ | ⠋ | ⠌ | ⠍ | ⠎ | ⠏ |
| U+281x                                                                        | ⠐ | ⠑ | ⠒ | ⠓ | ⠔ | ⠕ | ⠖ | ⠗ | ⠘ | ⠙ | ⠚ | ⠛ | ⠜ | ⠝ | ⠞ | ⠟ |
| U+282x                                                                        | ⠠ | ⠡ | ⠢ | ⠣ | ⠤ | ⠥ | ⠦ | ⠧ | ⠨ | ⠩ | ⠪ | ⠫ | ⠬ | ⠭ | ⠮ | ⠯ |
| U+283x                                                                        | ⠰ | ⠱ | ⠲ | ⠳ | ⠴ | ⠵ | ⠶ | ⠷ | ⠸ | ⠹ | ⠺ | ⠻ | ⠼ | ⠽ | ⠾ | ⠿ |
| (fine dei glifi Braille a 6 punti)                                            |   |   |   |   |   |   |   |   |   |   |   |   |   |   |   |   |
| U+284x                                                                        | ⡀ | ⡁ | ⡂ | ⡃ | ⡄ | ⡅ | ⡆ | ⡇ | ⡈ | ⡉ | ⡊ | ⡋ | ⡌ | ⡍ | ⡎ | ⡏ |
| U+285x                                                                        | ⡐ | ⡑ | ⡒ | ⡓ | ⡔ | ⡕ | ⡖ | ⡗ | ⡘ | ⡙ | ⡚ | ⡛ | ⡜ | ⡝ | ⡞ | ⡟ |
| U+286x                                                                        | ⡠ | ⡡ | ⡢ | ⡣ | ⡤ | ⡥ | ⡦ | ⡧ | ⡨ | ⡩ | ⡪ | ⡫ | ⡬ | ⡭ | ⡮ | ⡯ |
| U+287x                                                                        | ⡰ | ⡱ | ⡲ | ⡳ | ⡴ | ⡵ | ⡶ | ⡷ | ⡸ | ⡹ | ⡺ | ⡻ | ⡼ | ⡽ | ⡾ | ⡿ |
| U+288x                                                                        | ⢀ | ⢁ | ⢂ | ⢃ | ⢄ | ⢅ | ⢆ | ⢇ | ⢈ | ⢉ | ⢊ | ⢋ | ⢌ | ⢍ | ⢎ | ⢏ |
| U+289x                                                                        | ⢐ | ⢑ | ⢒ | ⢓ | ⢔ | ⢕ | ⢖ | ⢗ | ⢘ | ⢙ | ⢚ | ⢛ | ⢜ | ⢝ | ⢞ | ⢟ |
| U+28Ax                                                                        | ⢠ | ⢡ | ⢢ | ⢣ | ⢤ | ⢥ | ⢦ | ⢧ | ⢨ | ⢩ | ⢪ | ⢫ | ⢬ | ⢭ | ⢮ | ⢯ |
| U+28Bx                                                                        | ⢰ | ⢱ | ⢲ | ⢳ | ⢴ | ⢵ | ⢶ | ⢷ | ⢸ | ⢹ | ⢺ | ⢻ | ⢼ | ⢽ | ⢾ | ⢿ |
| U+28Cx                                                                        | ⣀ | ⣁ | ⣂ | ⣃ | ⣄ | ⣅ | ⣆ | ⣇ | ⣈ | ⣉ | ⣊ | ⣋ | ⣌ | ⣍ | ⣎ | ⣏ |
| U+28Dx                                                                        | ⣐ | ⣑ | ⣒ | ⣓ | ⣔ | ⣕ | ⣖ | ⣗ | ⣘ | ⣙ | ⣚ | ⣛ | ⣜ | ⣝ | ⣞ | ⣟ |
| U+28Ex                                                                        | ⣠ | ⣡ | ⣢ | ⣣ | ⣤ | ⣥ | ⣦ | ⣧ | ⣨ | ⣩ | ⣪ | ⣫ | ⣬ | ⣭ | ⣮ | ⣯ |
| U+28Fx                                                                        | ⣰ | ⣱ | ⣲ | ⣳ | ⣴ | ⣵ | ⣶ | ⣷ | ⣸ | ⣹ | ⣺ | ⣻ | ⣼ | ⣽ | ⣾ | ⣿ |
| Note 1.                                                                       |   |   |   |   |   |   |   |   |   |   |   |   |   |   |   |   |

### Tabella in ordine alfabetico
| Carattere Braille | Carattere corrispondente                     | Unicode esadecimale | Unicode decimale |
| ----------------- | -------------------------------------------- | ------------------- | ---------------- |
| ⠁                 | A, 1                                         | &#x2801;            | &#10241;         |
| ⠃                 | B, 2                                         | &#x2803;            | &#10243;         |
| ⠉                 | C, 3                                         | &#x2809;            | &#10249;         |
| ⠙                 | D, 4                                         | &#x2819;            | &#10265;         |
| ⠑                 | E, 5                                         | &#x2811;            | &#10257;         |
| ⠋                 | F, 6                                         | &#x280B;            | &#10251;         |
| ⠛                 | G, 7                                         | &#x281B;            | &#10267;         |
| ⠓                 | H, 8                                         | &#x2813;            | &#10259;         |
| ⠊                 | I, 9                                         | &#x280A;            | &#10250;         |
| ⠚                 | J, 0                                         | &#x281A;            | &#10266;         |
| ⠅                 | K                                            | &#x2805;            | &#10245;         |
| ⠇                 | L                                            | &#x2807;            | &#10247;         |
| ⠍                 | M                                            | &#x280D;            | &#10253;         |
| ⠝                 | N                                            | &#x281D;            | &#10269;         |
| ⠕                 | O                                            | &#x2815;            | &#10261;         |
| ⠏                 | P                                            | &#x280F;            | &#10255;         |
| ⠟                 | Q                                            | &#x281F;            | &#10271;         |
| ⠗                 | R                                            | &#x2817;            | &#10263;         |
| ⠎                 | S                                            | &#x280E;            | &#10254;         |
| ⠞                 | T                                            | &#x281E;            | &#10270;         |
| ⠥                 | U                                            | &#x2825;            | &#10277;         |
| ⠧                 | V                                            | &#x2827;            | &#10279;         |
| ⠺                 | W                                            | &#x283A;            | &#10298;         |
| ⠭                 | X                                            | &#x282D;            | &#10285;         |
| ⠽                 | Y                                            | &#x283D;            | &#10301;         |
| ⠵                 | Z                                            | &#x2835;            | &#10293;         |
| ⠼                 | Segna numero                                 | &#x283C;            | &#10300;         |
| ⠨                 | Segna maiuscolo                              | &#x2828;            | &#10280;         |
| ⠷                 | À                                            | &#x2837;            | &#10295;         |
| ⠮                 | È                                            | &#x282E;            | &#10286;         |
| ⠿                 | É                                            | &#x283F;            | &#10303;         |
| ⠌                 | Ì                                            | &#x280C;            | &#10252;         |
| ⠬                 | Ó, Ò                                         | &#x282C;            | &#10284;         |
| ⠾                 | Ù                                            | &#x283E;            | &#10302;         |
| ⠄                 | ' (Apostrofo)                                | &#x2804;            | &#10244;         |
| ⠄                 | Punto di sospensione o abbreviazione         | &#x2804;            | &#10244;         |
| ⠲                 | . (Punto fermo)                              | &#x2832;            | &#10290;         |
| ⠂                 | , (Virgola)                                  | &#x2802;            | &#10242;         |
| ⠒                 | : (Due punti)                                | &#x2812;            | &#10258;         |
| ⠆                 | ; (Punto e virgola)                          | &#x2806;            | &#10246;         |
| ⠢                 | ? (Punto interrogativo)                      | &#x2822;            | &#10274;         |
| ⠖                 | ! (Punto esclamativo)                        | &#x2816;            | &#10262;         |
| ⠦                 | « (Virgolette apertura)                      | &#x2826;            | &#10278;         |
| ⠴                 | » (Virgolette chiusura)                      | &#x2834;            | &#10292;         |
| ⠶                 | (, ) (Parentesi aperte o chiuse, letterario) | &#x2836;            | &#10294;         |
| ⠔                 | * (Asterisco)                                | &#x2814;            | &#10260;         |
| ⠤                 | - (Trattino, vai a capo)                     | &#x2824;            | &#10276;         |

Come si evince da queste tabelle, nel blocco Unicode, le posizioni da U+2800 (decimale 10240) a U+283F (decimale 10303) sono associate ai caratteri Braille a 6 punti, ossia ai caratteri corrispondenti a tutte le 26 = 64 possibili combinazioni disponibili con 6 punti. Invece, le posizioni successive, da U+2840 (decimale 10304) a U+28FF (decimale 10495), sono associate ai caratteri Braille a 8 punti, ossia ai caratteri corrispondenti a tutte le combinazioni disponibili anche con il settimo e l'ottavo punto, escludendo le combinazioni che erano già presenti nella sequenza precedente per i primi 6 punti. In sintesi, considerando complessivamente tutte le posizioni di entrambe le sequenze, le quali coprono l'intero blocco, ossia tutte le posizioni da U+2800 (decimale 10240) a U+28FF (decimale 10495), vengono considerate tutte le 28 = 256 possibili combinazioni disponibili con 8 punti.

## Alfabeto cirillico

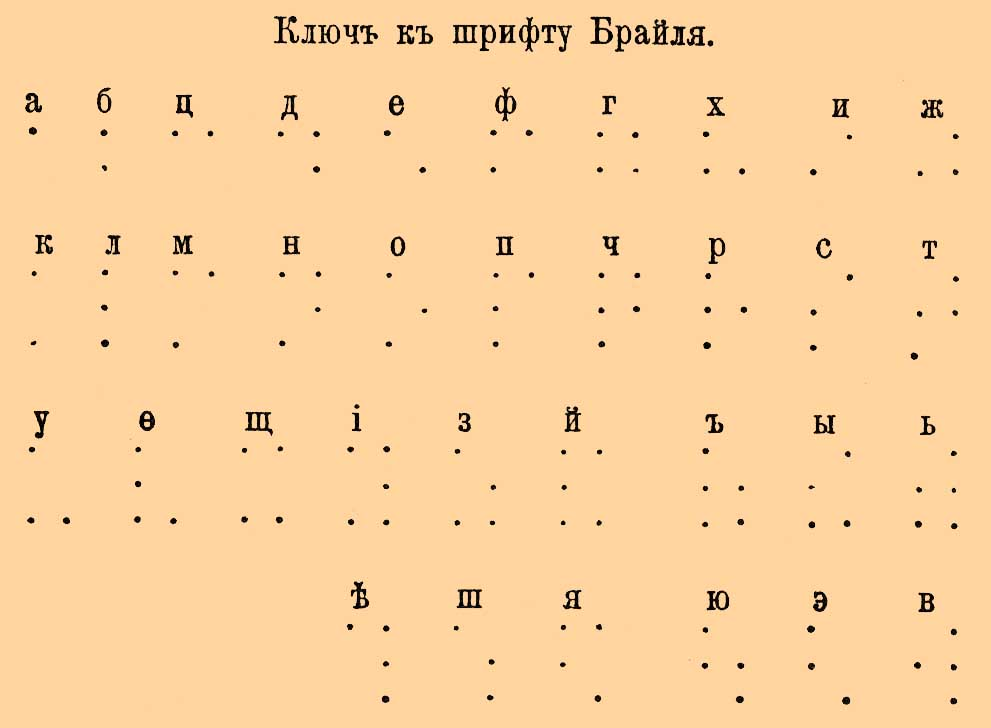
La "versione" in Braille dell'alfabeto cirillico

Le lettere dell'alfabeto cirillico tendono a corrispondere alla trascrizione in caratteri latini. il diverso ordine dei due alfabeti fa sì che ogni lettera debba essere memorizzata da sola, oppure bisogna memorizzare l'ordine dell'alfabeto latino.
а (a): punto 1.
б (b): punti 1, 2.
ц (c, ts): punti 1, 4.
д (d): punti 1, 4, 5.
е (je): punti 1, 5.
ф (f): punti 1, 2, 4.
г (g, gh): punti 1, 2, 4, 5.
х (h, kh, x): punti 1, 2, 5.
и (i): punti 2, 4.
й (j): punti 2, 4, 5.